# Комплекс имени Короля Фахда по изданию Священного Корана
Комплекс имени Короля Фахда по изданию Священного Корана (араб. مجمع الملك فهد لطباعة المصحف الشريف‎, Муджамма’ аль-Малик Фахд ли-таба’ат аль-Мусхаф аш-Шариф) — типография в городе Медина в Саудовской Аравии, которая занимается изданием Корана на арабском и других языках, а также других книг религиозного толка.
Комплекс расположен на северо-западной окраине Медины. Его фундамент был заложен королём Фахдом в 1982 году, а открытие состоялось в 1984 году. Общая площадь комплекса составляет 250 тыс. м². Помимо типографии, в него входят жилые и технические помещения, мечеть, библиотека, пункт медицинской помощи и другие здания. Число работников учреждения составляет 1100 человек, из них 87 % являются гражданами Саудовской Аравии.
На данный момент Комплекс имени Короля Фахда в год печатает около 18 млн экземпляров Корана, его переводов и других религиозных книг. Всего с момента открытия было напечатано свыше 300 млн книг. Миллионы паломников из разных стран мира получили в Комплексе бесплатные экземпляры Корана в качестве подарка от короля Саудовской Аравии.
Центром переводов при Комплексе опубликованы 72 перевода Корана, из них 39 на языках Азии, 16 на языках Европы и 17 на языках Африки. На веб-сайте Комплекса можно прочитать Коран на арабском, его переводы и комментарии к нему, послушать чтение Корана, осуществить текстовый поиск, посмотреть изображения древних рукописей.
Т. н. «мединский экземпляр» (араб. مصحف المدينة النبوية‎), который печатается в Комплексе, написан каллиграфом Усманом Тахой. Точное соответствие данного экземпляра оригинальным рукописям Корана проверяется комиссией во главе с имамом и хатибом Мечети Пророка Али ибн Абд ар-Рахманом аль-Хузайфи.

## Объём производимой продукции
Статистика по состоянию на 2007 год:
|   | Тип              | Количество  |
| - | ---------------- | ----------- |
| 1 | Священный Коран  | 127 420 423 |
| 2 | Аудиокассеты     | 1 817 129   |
| 3 | Переводы         | 24 624 813  |
| 4 | Части Корана     | 47 592 277  |
| 5 | Сборники хадисов | 210 000     |
| 6 | Прочие           | 4 668 941   |
|   | Итого            | 206 333 583 |